# 何紫慧
何紫慧（Cherry Ho，1995年2月7日—），香港女歌手，曾就讀宣道會葉紹蔭紀念小學和天主教崇德英文書院。是第一屆《超級巨聲》參賽者之一（67號），曾為無綫電視女藝員。
2009年，因參加第一屆《超級巨聲》有出色的表現，最終獲得亞軍的佳績，並得到「傑出選手獎」，簽約無綫電視而正式入行，並演唱電視劇主題曲《I Do》。隨後何紫慧並未有繼續續約任何經紀公司，也未再活躍演藝圈，專注學業投身教育界，並間中於社交平台更新生活動態。

## 经历

### 2009年
因參加第一屆《超級巨聲》有出色的表現，最終獲得亞軍的佳績，並得到「傑出選手獎」，簽約無綫電視而正式入行。

## 音乐作品

### 音乐原声带
| 年份 | 歌曲名称 | 影视名称                     | 合作艺人 | 备注 |
| ---- | -------- | ---------------------------- | -------- | ---- |
| 2010 | I Do     | TVB電視劇《Only You 只有您》 |          |      |

### 其它

#### 2010年
- 三分鐘感動（包辦作曲、填詞）
- Supervoice（與超級巨聲群星合唱）
- 遊戲（包辦作曲、填詞）
- Hide and Seek（包辦作曲、填詞）
- 未命名英文歌（包辦作曲、填詞）

#### 2011年
- Let's Go Celebrate（與超級巨聲群星合唱）
- 黑白（包辦作曲、填詞）
- Space（包辦作曲、填詞）
- crush（包辦作曲、填詞）
- 的愛（包辦作曲、填詞）
- 共創奇蹟（第二十屆天主教香港教區中學聯校運動會主題曲）（包辦作曲）

#### 2012年
- 受傷（包辦作曲、填詞、編曲）

#### 2013年
- It's Our Time（天主教崇德英文書院五十五周年校慶主題曲）（包辦作曲、填詞、編曲）

## 派台歌曲成績
| 派台歌曲成績       | 派台歌曲成績 | 派台歌曲成績 | 派台歌曲成績 | 派台歌曲成績 | 派台歌曲成績 | 派台歌曲成績 |
| ------------------ | ------------ | ------------ | ------------ | ------------ | ------------ | ------------ |
| 唱片               | 歌曲         | 903          | RTHK         | 997          | TVB          | 備註         |
| 2010年             |              |              |              |              |              |              |
| 超級巨聲 The Voice | I Do         | -            | -            | -            | 6            |              |
| 超級巨聲 The Voice | Supervoice   | 19           | -            | -            | 2            |              |

## 電視節目

### 综艺节目

#### 2010年
- 2月26日：翡翠台《今日VIP》
- 3月27日：翡翠台《勁歌金曲》
- 4月25日：翡翠台《我的故事 我的歌》（第8集）
- 4月26日：演藝界情繫玉樹關愛行動
- 4月30日：翡翠台《勁歌金曲》
- 9月4日：翡翠台《觀塘活力展新姿》
- 9月10日：翡翠台《星光熠熠耀保良》
- 10月1日：翡翠台《香港同胞慶祝國慶61週年文藝晚會》
- 12月12日：翡翠台 《歡樂滿東華2010》
- 12月31日：翡翠台 《奧海城全城狂歡邁向2011》

#### 2011年
- 1月18日：翡翠台 東張西望
- 2月5日：翡翠台 東華愛心慶歡騰
- J2 Music Café（錄影日期：1月8日、2月12日、8月11日）
- 11月27日：日本TBS Asian Ace
- 12月31日: 翡翠台《除夕星級倒數派對 - 尖沙咀》

#### 2012年
- 3月22日：翡翠台《Music cafe' 錄影》
- 11月9日：翡翠台《Music cafe' "Battle" 錄影》

### 其他

#### 2010年
- 5月8日：吉之島Topvalu、La Milky Way Fashion Catwalk Show表演嘉賓（黃埔新天地時尚坊地庫）
- 5月9日：超級巨聲頌親恩2010（啟田商場）
- 7月18日：2010南非足球狂熱大獎賞閉幕禮（葵涌商場）
- 8月1日：暑假樂悠遊（梨木樹商場）
- 8月15日：新達夏日歷險記（新達廣場）
- 8月25日：元朗青少年暑期活動閉幕
- 8月28日：中西區青年音樂會
- 9月18日：數碼誌尚 Hitech X 淘大商場 - 數碼生活展（淘大商場）
- 9月18日：2010年中西區旅遊節開展禮（山頂）
- 11月14日：TheVoice簽名會（朗豪坊-CDWarehouse）
- 12月11日: TVB全球華人新秀歌唱大賽2010（愉景新城）
- 12月26日：冬日巨聲迎聖誕（天恩商場）

#### 2011年
- 1月9日：屯門露天青年音樂會（屯門文娛廣場）
- 1月15日：西貢區健康城市關愛共融滅罪抗毒助更生嘉年華（東港城）
- 5月8日：超級巨聲頌親恩2011（啟田商場）
- 7月2日：夏日動畫嘉年華（荷里活廣場）
- 7月28日：星光元朗sing con夜

#### 2012年
- 2月11日：愛在Mikiki戀曲四重唱（新蒲崗-Mikiki）
- 12月31日：黃金海岸 X 超級巨星倒數派對 2012 (屯門黃金海岸商場)

#### 2014年
- 8月9日: 龔柯允Live Stage (Cherry鋼琴伴奏) (旺角朗豪坊 12/F)

## 獎項

### 2009年
- 《金鐘大賽港澳臺展演爭冠賽》冠軍

### 2010年
- 《超級巨聲》亞軍、「傑出選手獎」
- 2010勁歌金曲優秀選第二回 - 得獎歌曲《Supervoice》

### 2011年
- 2010年度十大勁歌金曲頒獎典禮《傑出表現獎》銅獎（超級巨聲群星）

### 2012年
- 2012年度韓國 11th CMB Chin Chin Star Festival

阿里郎電視社長獎 和 KBSN社長獎 - 銅獎(4號)（歌曲：I'll always love you）

## 演唱會
- 2010年6月8日：超級巨聲進軍紅館Super Voice演唱會

## 來源
1. ↑  .   [2018-01-01]. （原始内容存档于2018-01-01）.
2. ↑  .   [2018-01-01]. （原始内容存档于2018-01-01）.
3. ↑  .   [2018-01-01]. （原始内容存档于2018-01-01）.